# El Panalito
El Panalito är en ort i Mexiko.   Den ligger i kommunen Tierra Blanca och delstaten Guanajuato, i den centrala delen av landet, 220 km nordväst om huvudstaden Mexico City. El Panalito ligger 2 163 meter över havet och antalet invånare är 107.
Terrängen runt El Panalito är kuperad åt sydost, men åt nordväst är den platt. Runt El Panalito är det ganska glesbefolkat, med 36 invånare per kvadratkilometer. Närmaste större samhälle är San José Iturbide, 13,7 km väster om El Panalito. Trakten runt El Panalito består i huvudsak av gräsmarker.